# Арнштедт
Арнштедт (нем. Arnstedt) — коммуна в Германии, в земле Саксония-Анхальт. 
Входит в состав района Мансфельд.  Население составляет 590 человек (на 31 декабря 2006 года). Занимает площадь 8,76 км². Официальный код  —  15 2 60 006.